# Åkers Krutbruk Protection
Åkers Krutbruk Protection AB i Åkers Styckebruk var ett svenskt företag med ursprung i det tidigare statliga företaget Åkers krutbruk.
Företaget var inriktat på olika former av skyddsteknik, och tillverkade bland annat komponenter som ingår i aktivt pansar till militära fordon. Däremot tillverkade inte företaget krut eller andra sprängämnen, utan bildades ur de delar av Åkers krutbruk som blev kvar sedan krut- och ammunitionstillverkningen lagts ner 1993, men man behöll del av det historiska namnet. 
År 2001 fick företaget en order från Försvarets materielverk på skott- och splitterskyddade lastbilshytter, en order värd 20 miljoner kronor. Vid den här tiden hade företaget en årsomsättning på 85 miljoner kronor och 48 anställda. I augusti 2002 köptes 67 % av aktierna i Åkers Krutbruk av det tyska företaget Ibd Deisenroth Engineering GmBH. Efter en order 2011 från det finska försvarsföretaget Patria Land Systems anställdes 25 personer vid företaget.Efter en längre tids ekonomiska problem varslades 27 augusti 2013 25 av 38 anställda. I december 2015 var antalet anställda 8 personer, och i december 2017 hade personalstyrkan sjunkit till två medarbetare. För räkenskapsåret 2018 sjönk årets resultat med 3 424 000 kr. Beslut om likvidation togs 2021.